# 蚌埠公交111路
蚌埠公交111路，是中国安徽省蚌埠市的一条公交线路，由机电技师学院开往客运北站，由蚌埠市公共交通集团有限公司运营、管理。

## 历史

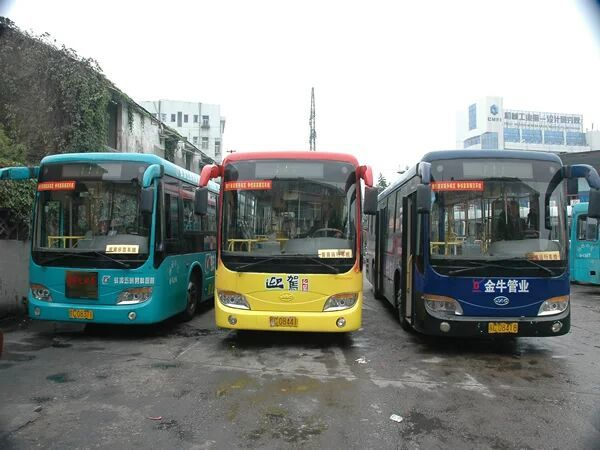
2005年111路使用的江淮柴油客车
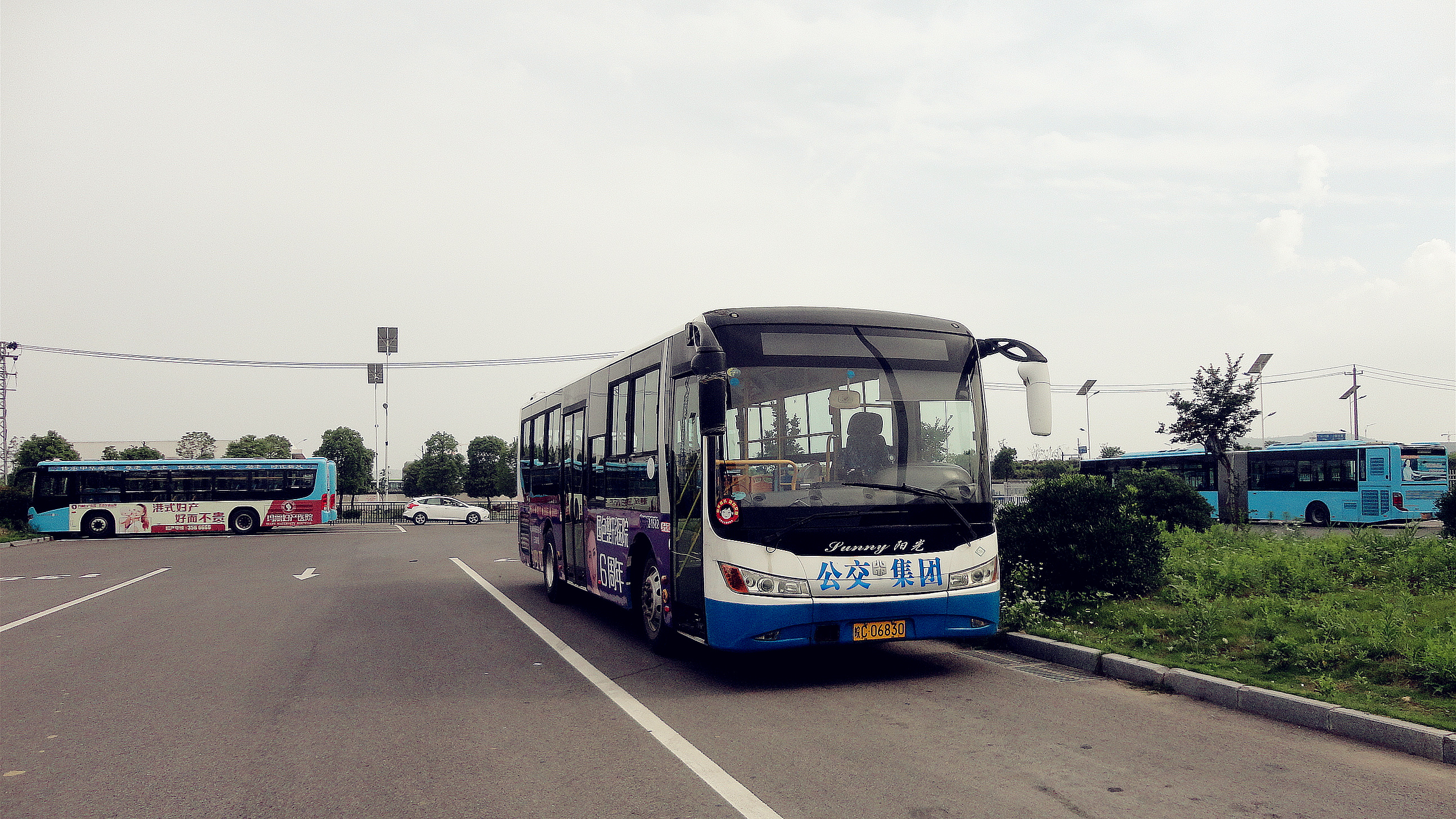
2010年111路使用的中通10米天然气客车
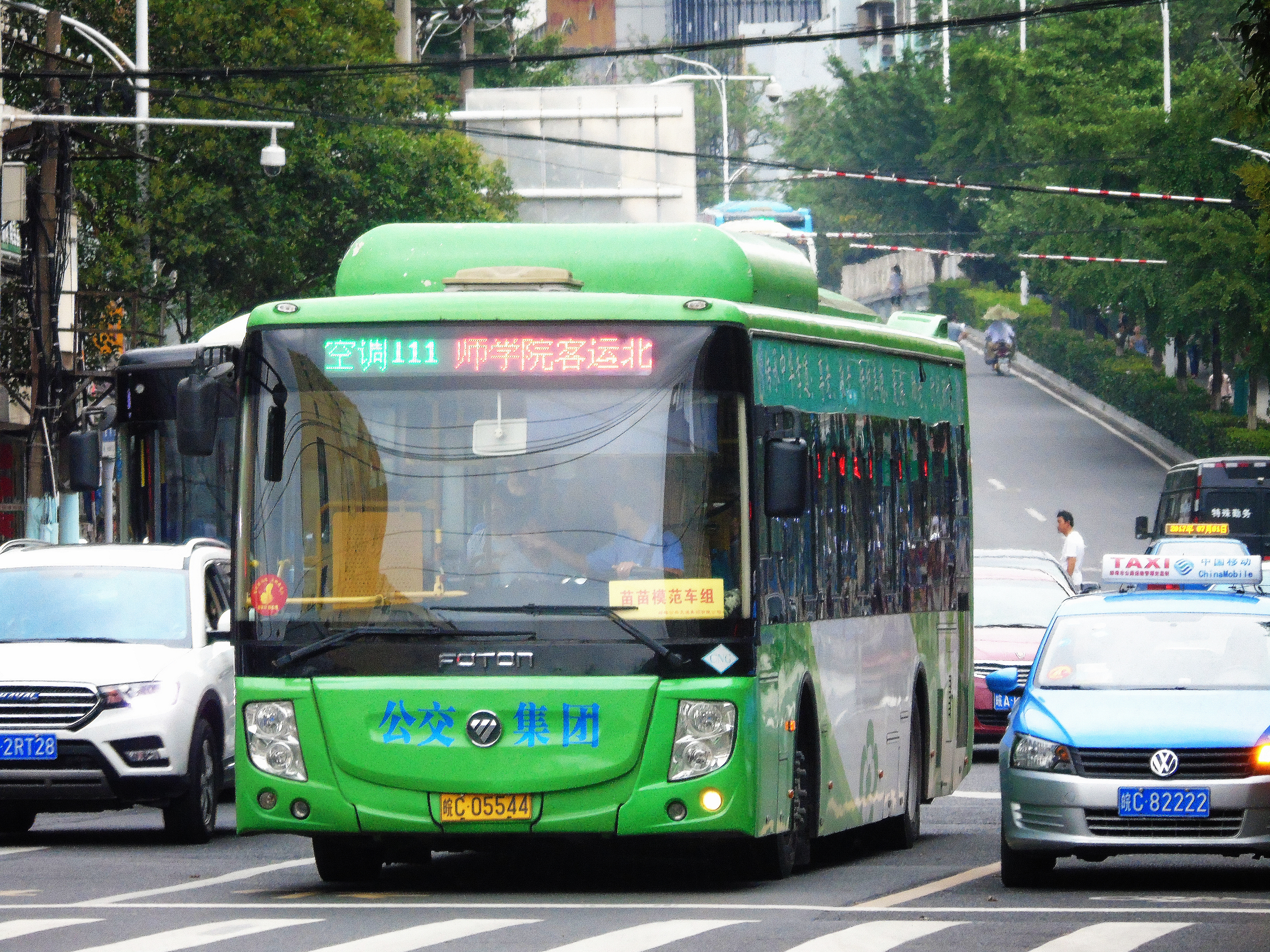
2013年111路使用的福田BJ6123PHEV-1型12米混动空调车
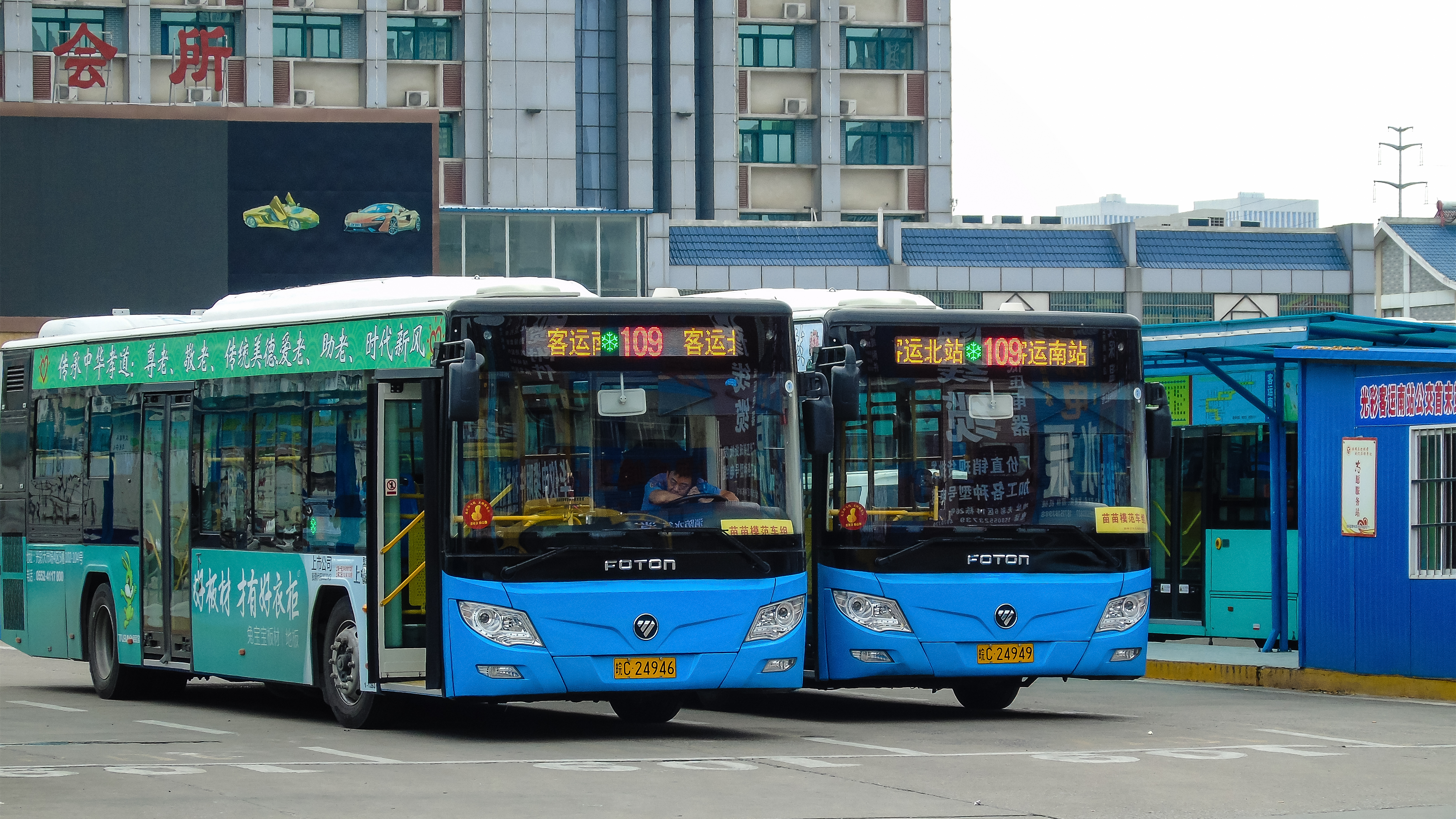
2017年4月111路使用的福田BJ6123PHEVCA-7型12米混动空调车
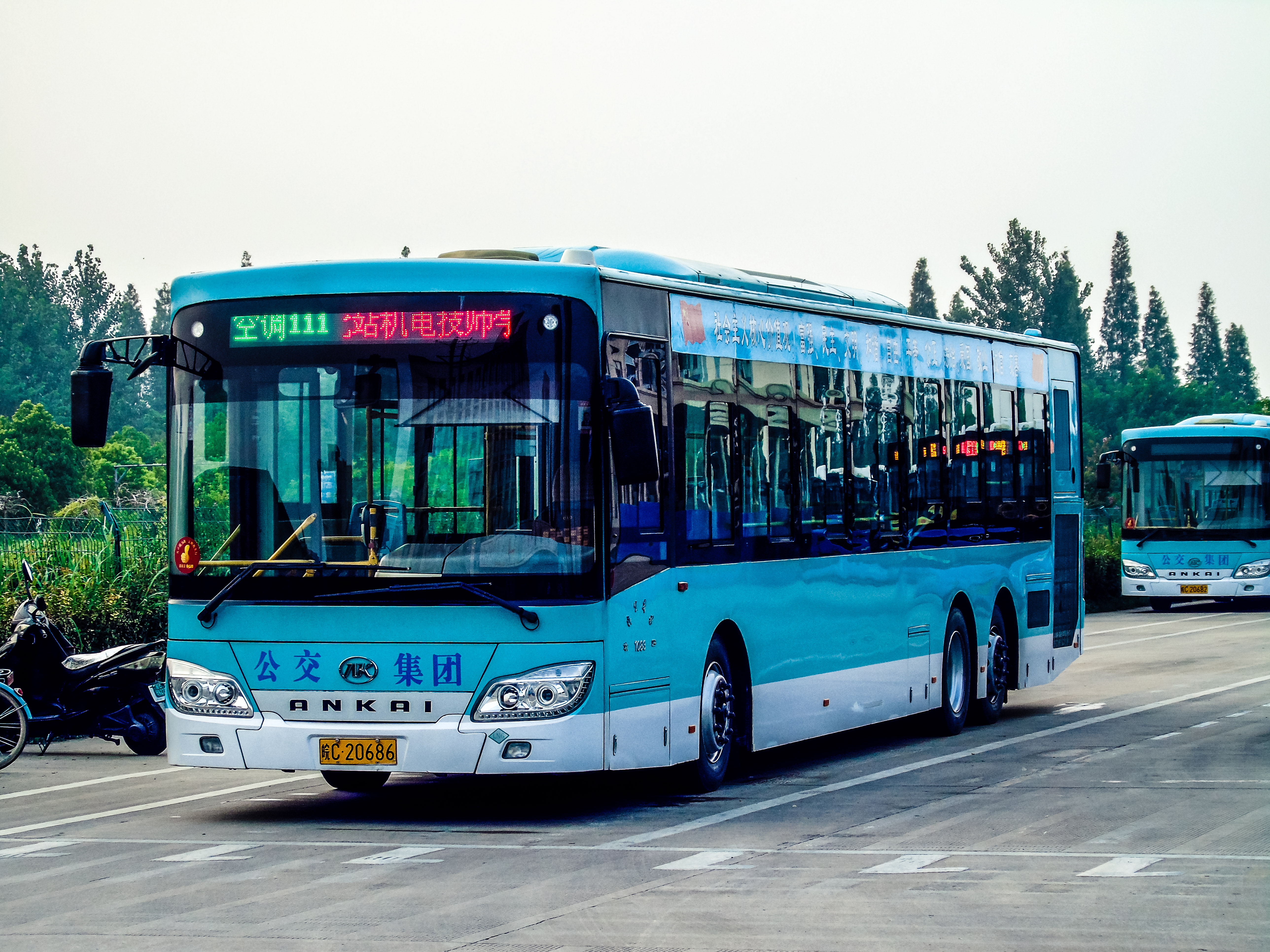
2017年7月111路使用的安凯14米三轴空调车
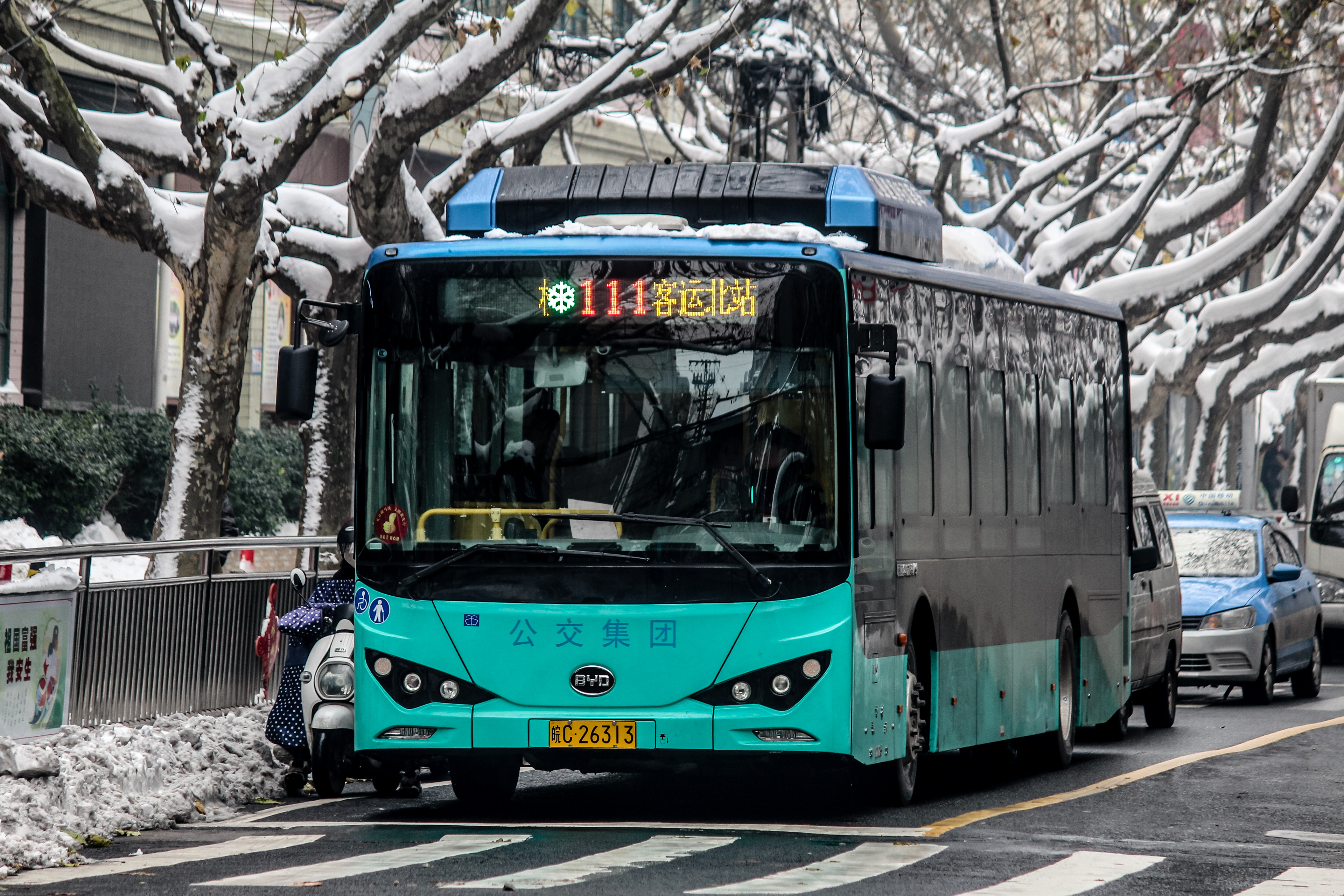
2018年11月111路使用的比亚迪12米纯电动空调车

- 1990年代，蚌埠公交公司开通了11路公交，是现111路的前身。
- 2005年，蚌埠公交公司实行公交改革，11路变更为111路，并投入百余台新车。[2]
- 2010年，蚌埠公交集团购置中通10米天然气客车投入111路。
- 2013年8月15日，蚌埠公交集团将111路终点站沿淮路延伸至客运北站，延伸后线路走向为：张公山新村经治淮路直达解放路桥至客运北站，不再绕行交通路、沿淮路、解放二路。延伸后增设市骨伤科医院、九中、交通局、通成国贸、蔬菜批发市场、行知学校、中华玉博园、客运北站停靠站，原地方海事局、解放一路、沿淮路终点站不再停靠。[3]
- 2013年8月29日，蚌埠公交集团将111路终点站张公山新村延伸至绿地世纪城（即为小黄山首末站）。延伸后线路走向为：绿地世纪城、燕山路、嘉和路、兴中路、友谊路、东海大道、华光大道、长兴路、张公山路后，沿原线运行。延伸增设天河路公交首末站、绿地世纪城、山香村、燕山路嘉和路、机电技师学院、秋臣公司、兴中路长青南路、禹会公安分局、电子40所、电子41所、张公山三小等站点。[4]
- 2013年10月，蚌埠公交集团购置福田BJ6123PHEV-1型12米气电混合动力空调车投入111路。[5]
- 2015年3月16日，蚌埠公交集团将111路终点站小黄山缩短至机电技师学院，不再停靠小黄山、绿地世纪城、山香村、燕山路嘉和路、机电技师学院、秋臣公司等站点。[6]
- 2015年8月6日，蚌埠公交集团将111路走向变更为嘉和路、兴中路、长青南路、东海大道、华光大道、长乐路、张公山路、涂山路。[7]
- 2015年12月23日，蚌埠公交集团取消111路停靠站第二人民医院。[8][9]
- 2017年3月21日，蚌埠公交集团将新购置的福田BJ6123PHEVCA-7型12米气电混合动力空调车部分投入111路。[10][11]
- 2017年6月，蚌埠公交集团临时将101路下线的安凯HFF6140G06CE5型14米三轴空调车投入111路。
- 2017年7月，蚌埠公交集团将新购置的比亚迪K9FE型12米纯电动空调车投入111路。[12][13][14][15]

## 站点

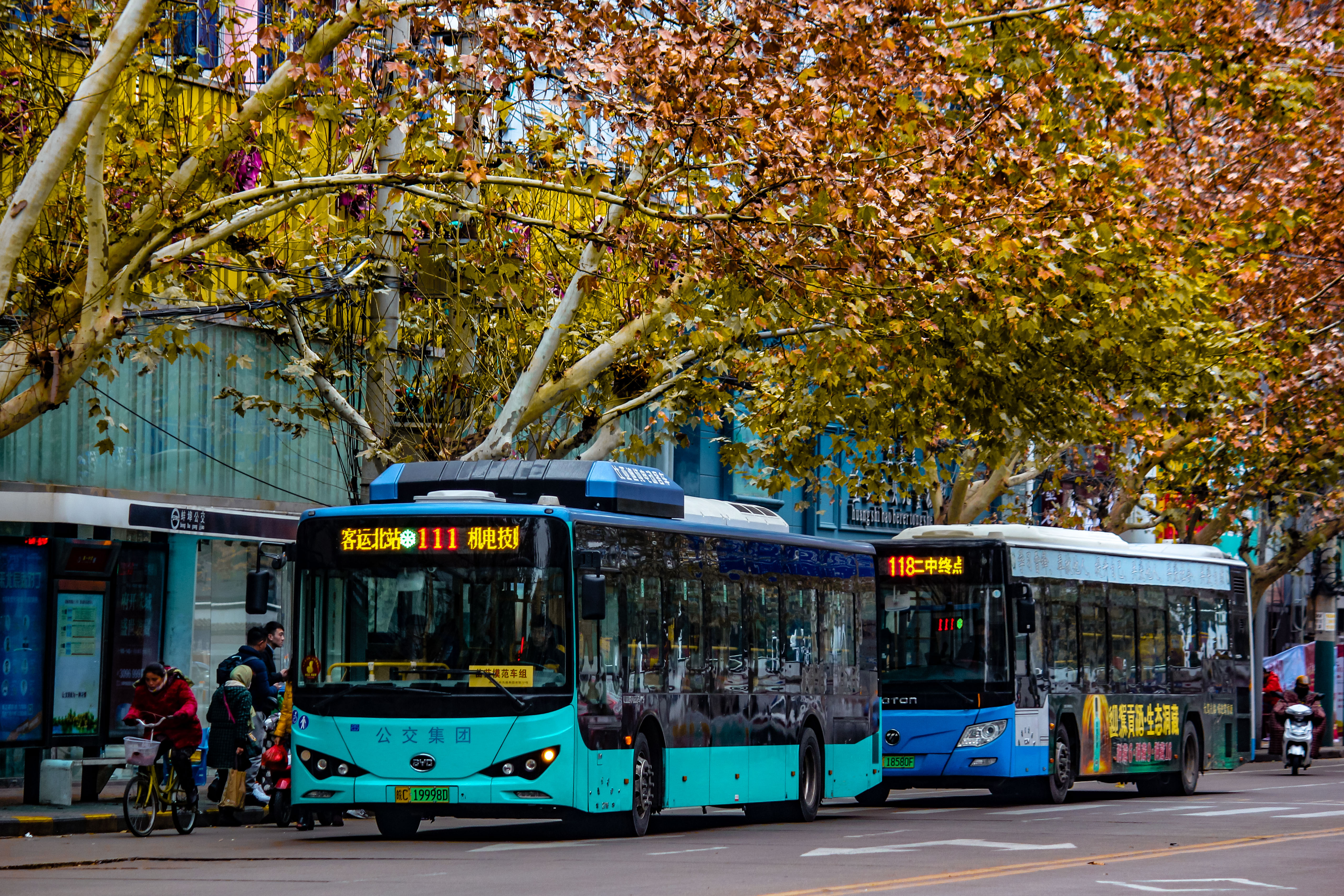
蚌埠公交111路停靠在第一中学站

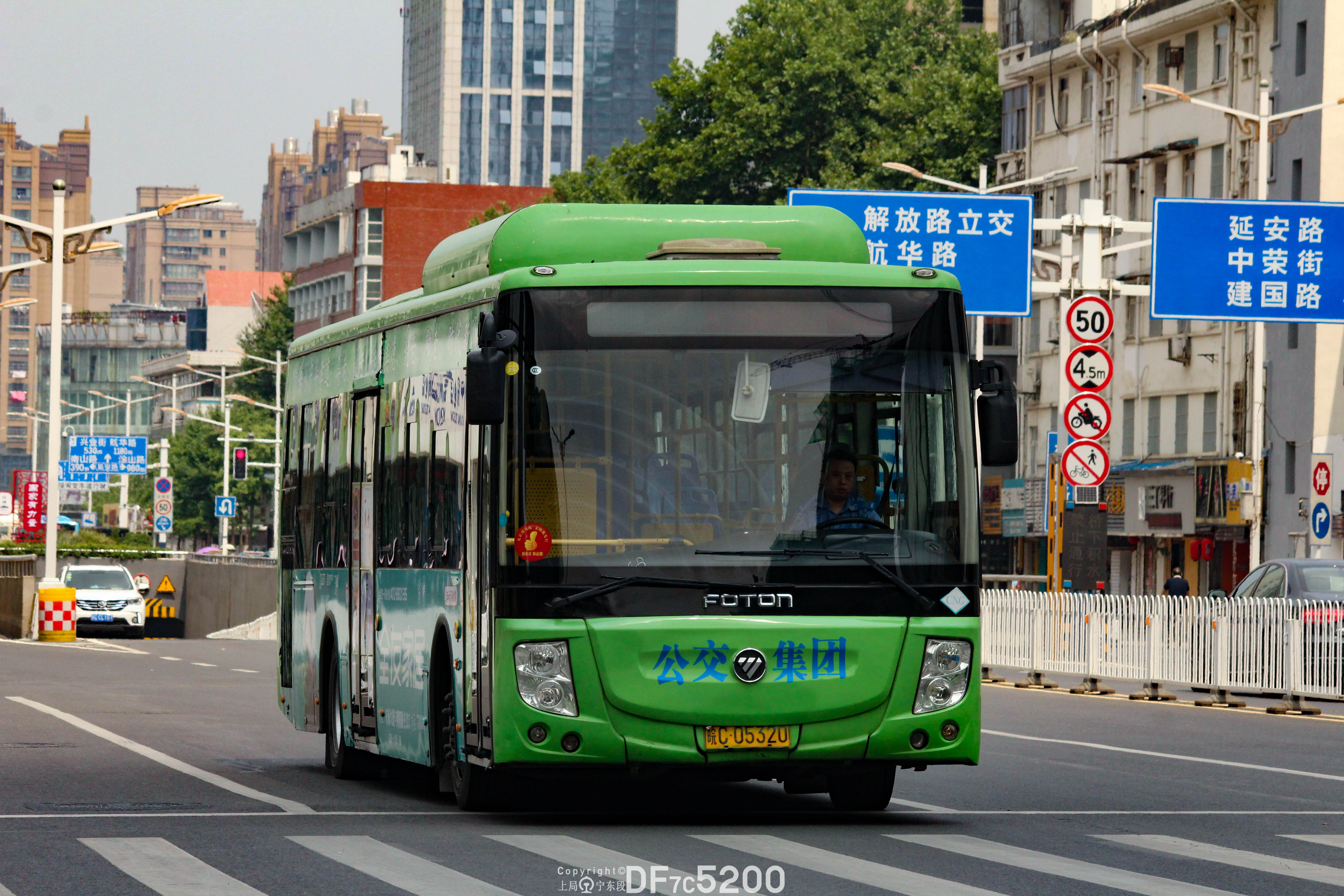
蚌埠公交111路退役车辆现为通勤车

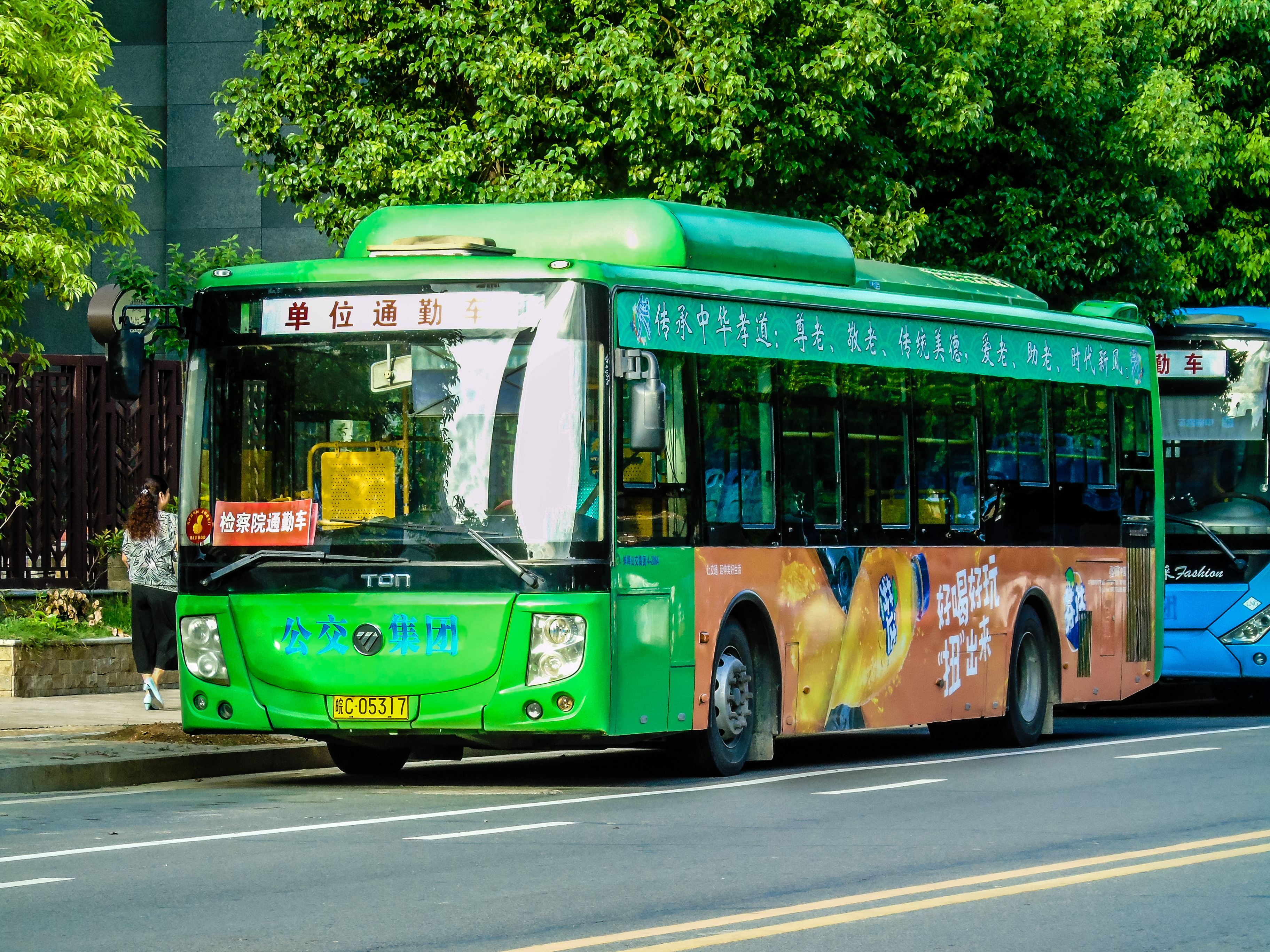
蚌埠公交111路退役车辆现为通勤车

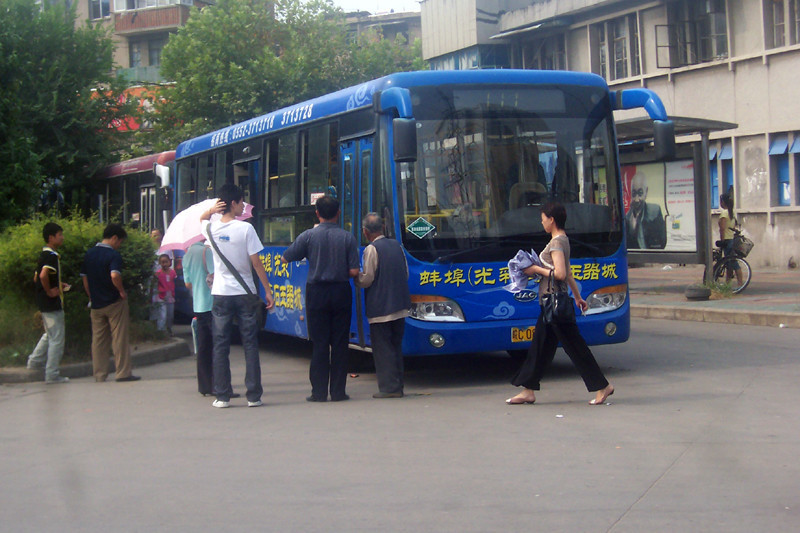
蚌埠公交111路2007年在张公山新村站

### 途经站
- 往客运北站 ： 机电技师学院 - 绿源·秋臣·日月科技公司 - 长青南路·东海大道 - 东海大道·友谊路 - 华光大道·电子41所 - 百大禹会区购物中心 - 长乐路·华光大道东 - 第四人民医院 - 军休一所 - 张公山公园 - 禹会区政府·显臣中医骨科 - 第一人民医院门诊部 - 朝阳路第一小学 - 涂山路·工农路 - 工农家园 - 第一中学 - 南山宾馆 - 南山儿童公园 - 第二人民医院 - 延安路·光明街 - 蚌医一附院 - 安徽省水科院 - 龙子湖区政府 - 市骨伤科医院 - 安徽禹王集团 - 九中 - 治淮路·解放路西 - 交通局 - 通成国贸 - 行知学校 - 中华玉博园 - 客运北站[16]

- 往机电技师学院 ： 客运北站 - 中华玉博园 - 行知学校 - 通成国贸 - 交通局 - 治淮路·解放路西 - 九中 - 安徽禹王集团 - 市骨伤科医院 - 龙子湖区政府 - 安徽省水科院 - 蚌医一附院 - 延安路·光明街 - 第二人民医院 - 南山儿童公园 - 南山宾馆 - 第一中学 - 工农家园 - 涂山路·工农路 - 朝阳路第一小学 - 第一人民医院门诊部 - 禹会区政府·显臣中医骨科 - 张公山公园 - 军休一所 - 第四人民医院 - 长乐路·华光大道东 - 百大禹会区购物中心 - 华光大道·电子41所 - 东海大道·友谊路 - 长青南路·东海大道 - 绿源·秋臣·日月科技公司 - 机电技师学院[17]

### 换乘站
以下内容均统计自：蚌埠市公共交通集团有限公司营运线路一览表
- 机电技师学院 ： 104路 103路 106路 138路
- 华光大道·电子41所 ： 106路 122路 123路
- 第四人民医院 ： 104路 122路 209路
- 张公山公园 ： 120路
- 禹会区政府·显臣中医骨科 ： 102路 104路 120路 121路 150路
- 第一人民医院门诊部 ： 101路 102路 104路 110路 120路 119路 微1路 302路
- 朝阳路第一小学 ： 104路 110路 120路 119路 121路 135路 150路
- 涂山路·工农路 ： 120路 126路
- 工农家园 ： 118路 125路
- 第一中学 ： 118路 125路
- 南山宾馆 ： 105路 102路
- 第二人民医院 ： 103路 104路 107路 109路 110路 101路 115路 128路 微3路 204路 206路 207路 208路
- 延安路·光明街 ： 107路 115路 微3路
- 蚌医一附院 ： 107路 115路 微3路
- 龙子湖区政府 ： 109路 202路 204路
- 市骨伤科医院 ： 104路 109路 110路
- 安徽禹王集团 ： 109路 202路 204路
- 九中 ： 109路 110路 112路 202路 204路
- 治淮路·解放路西 ： 109路 110路 112路
- 交通局 ： 109路 118路 112路 120路 127路 127路 202路 204路 206路 K321路
- 通城国贸 ： 109路 112路 127路 202路 204路 205路 218路
- 行知学校 ： 109路 119路
- 中华玉博园 ： 109路 119路 135路 218路
- 客运北站 ： 109路 119路 135路

## 票价
- 未持卡乘客普通车投币1元，空调车投币2元。
- 持普通电子钱包卡普通车0.9元/次，空调车1.8元/次。
- 持学生月票卡普通车0.18元/次，成人卡0.36元/次，空调车加1元。
- 持老人卡、拥军卡、爱心卡的乘客免费乘车。[18]

## 资料来源
1. ↑  .   [2017-08-13]. （原始内容存档于2017-08-02）.
2. ↑  .   [2017-08-13]. （原始内容存档于2019-07-24）.
3. ↑  .   [2017-08-13]. （原始内容存档于2019-11-28）.
4. ↑  蚌埠市8月28日开通135路公交线 调整111路 中安在线[永久]
5. ↑  .   [2017-08-13]. （原始内容存档于2019-10-30）.
6. ↑  .   [2017-08-13]. （原始内容存档于2017-10-05）.
7. ↑  .   [2017-08-13]. （原始内容存档于2019-11-29）.
8. ↑  淮河路第二人民医院公交站东移150米 111路站撤消 安徽网[永久]
9. ↑  .   [2017-08-13]. （原始内容存档于2019-11-29）.
10. ↑  蚌埠三条公交线路换新车 凤凰网资讯
11. ↑  蚌埠三条公交线将换62台新能源车 安徽网[永久]
12. ↑  .   [2017-08-13]. （原始内容存档于2020-08-11）.
13. ↑  .   [2017-08-13]. （原始内容存档于2019-07-23）.
14. ↑  .   [2017-08-13]. （原始内容存档于2017-07-31）.
15. ↑  .   [2017-08-13]. （原始内容存档于2017-08-07）.
16. ↑  .   [2017-08-13]. （原始内容存档于2019-10-12）.
17. ↑  .   [2017-08-13]. （原始内容存档于2017-07-08）.
18. ↑  .   [2017-08-13]. （原始内容存档于2018-03-09）.